# Визьма (Вологодская область)
Ви́зьма — посёлок в Белозерском районе Вологодской области.
Входит в состав Визьменского сельского поселения, с точки зрения административно-территориального деления — в Визьменский сельсовет.
Расположен на правом берегу реки Визьмы. Расстояние по автодороге до районного центра Белозерска составляет 57 км, до центра муниципального образования деревни Климшин Бор — 5 км. Ближайшие населённые пункты — Высокая Гора, Климшин Бор, Пронево.
Население по данным переписи 2002 года — 263 человека (114 мужчин, 149 женщин). Преобладающая национальность — русские (99 %).